# Judith (TV-serie)
Judith är en svensk-norsk-finsk TV-serie i tre delar från 2000 i regi av Alexander Moberg och med manus av Gunilla Jensen och Jonna Cullberg. I rollerna ses bland andra Rebecka Hemse, Peter Andersson och Marika Lagercrantz.
TV-serien är baserad på Inger Alfvéns roman Judiths teater.

## Handling
Serien handlar om Judith, en ung kvinna som drömmer om att spela teater, Ragnar, en lyckad författare som grundat konstnärskollektivet Vrångsön, och Rosalyn, Judiths mor, som slits mellan kärleken till sin familj och sitt författarskap. Judith och Ragnar träffas sommaren 1983, vilket leder till ett passionerat men stormigt äktenskap.
Det visar sig senare att Ragnar har haft ett förhållande också med Judiths mor Rosalyn. Judith blir även förtjust i en yngre man. Omgivningen ställer sig tveksam till Ragnars förhållande med den unga Judith. Judith går in i ett psykotiskt tillstånd och läggs in på behandling för det.

## Rollista
- Rebecka Hemse – Judith Wide
- Peter Andersson – Ragnar Waldengren
- Marika Lagercrantz – Rosalyn Ankarcrantz
- Anna Godenius – Katrin Larsson
- Thomas Oredsson – Ronny Larsson
- Peter Luckhaus – Leo Backamo
- Jan Årfström – Matti Englesson
- Göran Ragnerstam – doktor Lagerwall
- Jelena Jangfeldt-Jakubovitch – Mme Berger
- Moa Lagercrantz – Rosalyn, 23 år
- Klara Bozzi – Judith, 5 år
- Michael Nyqvist – Niklas Wide
- Peter Gröning – Bill
- Alexander Skarsgård – Ante Lindström
- Harriet Andersson – Ingeborg Lanz
- Pierre Fränckel – Ludwig Carstedt
- Barbro Hiort af Ornäs – Agnes Waldengren
- Iwa Boman – konferencier
- Gustav Levin – domaren
- Niklas Olund – Ragnar som ung
- Nisse Ahlman – Anton
- Annette Lundberg – tecknaren
- Peter Viitanen – Leo som ung
- Emil Sabel – Klas
- Marie-Chantal Long – den franska servitrisen (1 episode, 2000)
- Åke Lundqvist – vårdaren
- Mårten Klingberg – Rosalyns far
- Karin Bjurström – Rosalyns mor
- Malou Brushane – Rosalyn som barn
- Jonas Dominique – musiker
- Disa Gran – Jasmin
- Sven Åberg – musiker
- Mikael Augustsson – musiker
- Jan Nyman – vigselförrättaren

## Om serien
Judith var en svensk-norsk-finsk samproduktion gjord av Sveriges Television AB, Norsk Rikskringkasting och Oy Yleisradio Ab TV1. Fotograf var Leif Benjour, klippare Agneta Scherman och kompositör Thomas Sundström.